# 加雲·麥肯
加雲·彼得·麥肯（英語：Gavin Peter McCann，1978年1月10日—）是一名退役英格蘭職業足球員，場上擔任中場，出身愛華頓青訓系統，曾效力英超球隊新特蘭、阿士東維拉和保頓。他曾經在2001年代表英格蘭國家隊在維拉公園球場出戰西班牙。
2011年夏季於長期受腳踝傷患困擾下宣佈退役，但仍然留在保頓青訓學院擔任教練工作。

## 外部連結
- 足球数据库：麥肯的球员统计数据